# Betsie ten Boom
Elisabeth ten Boom, nota anche con lo pseudonimo di Betsie (Amsterdam, 19 agosto 1885 – Campo di concentramento di Ravensbrück, 16 dicembre 1944), è stata una partigiana olandese figlia di un orologiaio, che subì la persecuzione del regime nazista durante la seconda guerra mondiale, inclusa l'incarcerazione nel campo di concentramento di Ravensbrück, dove morì all'età di 59 anni.
Figlia di Casper ten Boom, è uno dei personaggi principali di The Hiding Place, un libro scritto da sua sorella Corrie ten Boom sulle vicissitudini della famiglia durante la seconda guerra mondiale. Betsie, soffriva di anemia perniciosa dalla sua nascita. Il più vecchio dei cinque figli ten Boom, non lasciò la famiglia e si sposò, ma rimase in casa fino alla seconda guerra mondiale. È una Giusta tra le Nazioni.

## Biografia

### L'anemia perniciosa congenita
Betsie ten Boom soffriva di un caso di anemia perniciosa. Si ritiene che questo problema sia causato da un malfunzionamento dei succhi gastrici durante le nove settimane prima della nascita. La sua malattia le ha impedito di avere figli, così ha scelto, in giovane età, di non sposarsi.

### Carriera e istruzione
Betsie ten Boom ha studiato nella scuola primaria e secondaria locale fino all'età di 15 anni. È rimasta a casa per lavorare con suo padre nel negozio di orologi di famiglia, dove ha lavorato come contabile. Sua sorella minore Corrie in seguito ha assunto il ruolo di contabile quando Betsie ha preso una brutta influenza. Betsie ha quindi iniziato a fare le pulizie e ha continuato a farlo fino alla sua detenzione nazista.

### Gli anni 1940 - 1944
La famiglia ten Boom apparteneva alla Chiesa riformata olandese e credeva fortemente nell'uguaglianza di tutte le persone davanti a Dio. Suo fratello, Willem ten Boom, era un ministro della chiesa e le sorelle ten Boom (Betsie, Nollie e Corrie ) erano state attive in opere di beneficenza già prima della guerra. Durante l'occupazione nazista dei Paesi Bassi, la famiglia iniziò a nascondere numerosi ebrei e volontari della resistenza in casa loro dove ricavò una stanza segreta per proteggerli.
Nel 1944, i membri della famiglia ten Boom e le altre persone presenti in casa, circa 30 in tutto, furono arrestati per le loro attività di resistenza e portati nella prigione di Scheveningen. I sei ebrei nascosti nella casa non furono scoperti, riuscirono a sopravvivere con l'aiuto di altri membri della Resistenza. Suo padre, Casper ten Boom, si ammalò e morì dieci giorni dopo in prigione. Willem, Nollie e un nipote sono stati rilasciati.
Nel giugno 1944, Betsie ten Boom e sua sorella Corrie furono deportate nel campo di concentramento di Ravensbrück. La sua forte fede in Dio l'ha salvata dalla depressione, specialmente all'interno dei campi. Corrie ha raccontato di come Betsie ha cercato di aiutare lei e gli altri a trovare il meglio in ogni cosa, indipendentemente dalle circostanze.
Prima della sua morte, Betsie ha affermato di aver avuto tre visioni da parte di Dio su ciò che lei e Corrie avrebbero dovuto compiere dopo il loro rilascio: 
- la prima visione riguardava la realizzazione di una casa per ex prigionieri;
- la seconda era di trovare un campo di concentramento dove avrebbero potuto insegnare ai tedeschi a imparare di nuovo ad amare;
- la terza riguardava la liberazione prima del nuovo anno.

Tutte e tre queste visioni si sono avverate. Betsie ten Boom morì a Ravensbruck il 16 dicembre 1944, all'età di 59 anni. Sua sorella Corrie fu rilasciata a causa di un errore d'ufficio e iniziò a mettere in piedi i progetti che aveva sentito nelle visioni della sorella, inclusi i viaggi in giro per il mondo per insegnare la fede.
Betsie e suo padre, Casper, sono stati onorati dallo Stato di Israele nel 2008 come Giusti tra le Nazioni. Sua sorella Corrie era stata onorata in precedenza.